# Адемар Пијски
Адемар Пијски (? — 1. август 1098) био је папин легат током Првог крсташког рата и духовни вођа похода.

## Сабор у Клермону
На сабору у Клермону, папа Урбан је именовао Адемара за свог легата у крсташком походу. Постоје докази да је папа разговарао са Адемаром пре одржавања концила. Приликом именовања Адемара за легата, папа је рекао следеће: Ми смо одредили нашег вољеног сина Адемара, Бискупа од Пеја да буде глава целога похода, у нашој одсутности. Сви морају слушати његова наређења као да су од нас и подвргавати им се. Одређено је да на поход пође у склопу армије Ремона од Сен Жила, највеће армије Првог крсташког похода. Ремон и Адемар су се знали од раније будући да је Адемарова породица била у вазалним односима са грофом. Папа је могао бити убеђен да ће њих двојица сачувати клинијевске идеале. Треба додати да је Адемар знао вешто да јаше и да се служи истим оружјем којим су се служили и крсташи.

## Битка код Дорилеја
Султан Килиџ Арслан напао је 1. јула 1097. године крсташку претходницу код Дорилеја. Адемар је одиграо кључну улогу у охрабривању војника који су већ почели да паниче. У моменту када је већ све изгледало изгубљено, Адемар Пијски започиње молитву којој се придружују и остали крсташи. Један од учесника описује овај догађај:
Молитву су започели бискуп из Ле Пеја, наш духовни вођа и други бискупи као и велики број других свештеника, обучених у бело. Понизно су молили Бога да уништи снагу наших противника и проспе на нас награду своје милости. Плачући, они су певали и исповедали им своје грехе.
Убрзо је пристигла главнина армије под командом Ремона и Готфрида Бујонског. Крсташима је долазак главнине вероватно изгледало као изливање Божије милости, али за Турке је то био прави шок. Главнини се придружују и Боемундове трупе из средишта и разбијају непријатеље.

## Опсада Антиохије и смрт
Након освајања и уласка крсташа у Антиохију султан Кербуга их опседа. Крсташи су били без хране, а ни питке воде нису имали довољно јер су у жару светог клања мртве муслимане убацивали у цистерне са водом. Настала је паника. Томе су допринеле и болести које су убрзо почеле да харају градом. Адемар је организовао уличну милицију која је хватала оне крсташе који су у паници хтели да дезертирају. Када је Петар Бартоломеј пронашао Свето Копље, Адемар је показао велику сумњу у аутентичност Копља. Епитемија тифуса убрзо је захватила и Адемара који умире 1. августа 1098. године.
Петар Бартоломеј је Адемара видео у визији након његове смрти. У визији му је речено да је Ремон прави вођа похода након Адемарове смрти, а уколико Боемунд сумња може отворити Адемаров гроб и видети да му је лице изгорело. То је, наводно, била казна јер није веровао Петру Бартоломеју када је пронашао Свето Копље. Наравно, Боемунду није ни на крај памети било да отвара гроб. Он је остао да влада ослобођеном Антиохијом као кнез.

## Значај
Смрт ниједног од крсташких вођа не би толико ослабила крсташку армију. Није било крсташа који није оплакао Адемарову смрт. Сиромашни су га, и поред неких неслагања, искрено волели и у њему видели новог Мојсија. Слично као Мојсије, и Адемар је умро на прагу Обећане земље. Сахрањен је у оној јами из које је Петар Бартоломеј извукао Копље. Крсташи су мислили да му тиме чине част иако је он до смрти сумњао у аутентичност копља.
Адемар Пијски је, без сумње, био једна од најзначајнијих личности крсташких ратова. Након његове смрти крсташи су се обратили папи Урбану са молбом да им пошаље другог легата. Папино оклевање да да одговор био је касније разлог што Јерусалим није предат католичкој цркви већ је од њега формирана посебна краљевина.